# Matthias Cornils
Matthias Cornils (* 1965 in Karlsruhe) ist ein deutscher Jurist und Hochschullehrer an der Johannes Gutenberg-Universität Mainz.

## Leben
Cornils studierte ab 1988 Rechtswissenschaften an der Universität Bonn. Dieses Studium schloss er 1993 mit dem Ersten Juristischen Staatsexamen ab. In Bonn promovierte er 1995 bei Fritz Ossenbühl mit einer staatshaftungsrechtlichen Arbeit. Noch vor seinem Zweiten Staatsexamen im Jahre 1997 lehrte Cornils bis 2007 an der Mittelrheinischen Verwaltungsakademie Bonn zum Staats- und Verwaltungsrecht. Nach dem Examen arbeitete er als wissenschaftlicher Assistent abermals für Ossenbühl in Bonn. 2004 habilitierte er sich dort und erwarb die venia legendi für Öffentliches Recht und Europarecht. 
Es folgten mehrere Lehrstuhlvertretungen: Im Sommersemester 2004 vertrat er einen Lehrstuhl an der Universität Erlangen-Nürnberg, im Wintersemester 2005/06 vertrat er Hans-Jürgen Papier in München, im Wintersemester 2007/08 vertrat er Thomas von Danwitz an der Universität zu Köln und schließlich war er im Sommersemester 2008 der Vertreter von Andreas Voßkuhle an der Albert-Ludwigs-Universität Freiburg. Zum Wintersemester 2008/09 wurde Cornils von der Universität Mainz auf den neu errichteten Lehrstuhl für Medienrecht, Kulturrecht und Öffentliches Recht berufen.

## Schriften (Auswahl)
- Matthias Cornils: Der gemeinschaftsrechtliche Staatshaftungsanspruch – Rechtsnatur und Legitimität eines richterrechtlichen Haftungsinstituts. Nomos, Baden-Baden 1995, ISBN 978-3-7890-3996-6. (Dissertation)
- Matthias Cornils: Die Ausgestaltung der Grundrechte – Untersuchungen zur Grundrechtsbindung des Ausgestaltungsgesetzgebers. Mohr Siebeck, Tübingen 2005, ISBN 978-3-16-148469-8.
- Fritz Ossenbühl, Matthias Cornils: Staatshaftungsrecht. 6. Auflage. C.H. Beck, München 2013, ISBN 978-3-406-64151-0.